# Noravank Sport Club
Maillots
Le Noravank Sport Club (en arménien : Նորավանք մարզական ակումբ), plus couramment abrégé en Noravank SC, est un club arménien de football fondé en 2020 et disparu en 2022, basé dans la ville de Vayk.

## Histoire
Le Noravank SC est fondé au cours du premier semestre 2020 et intègre la deuxième division arménienne pour la saison 2020-2021. Pour ses débuts, le club parvient à se hisser en troisième position, loin derrière les deux premiers Sevan FC (en) et BKMA Erevan (en). Le 9 juillet, la fédération arménienne annonce la promotion de Noravank en première division, bien que le club ne possède pas la licence adéquate pour jouer à ce niveau.
Au cours de sa première saison dans l'élite, Noravank remporte son premier trophée majeur en gagnant la finale de la Coupe d'Arménie contre le FC Urartu (2-0). Le club n'obtient cependant pas de licence UEFA et n'est donc pas qualifié pour la Ligue Europa Conférence.
Le club est dissous avant le début de la saison 2022-2023.

## Bilan sportif

### Palmarès
| Compétitions nationales                        |
| ---------------------------------------------- |
| - Coupe d'Arménie (1) : - Vainqueur : 2021-22. |

### Bilan par saison
| Saison    | Championnat | Championnat | Championnat | Championnat | Championnat | Championnat | Championnat | Championnat | Championnat | Championnat | Coupe d'Arménie |
| Saison    | Division    | Pos         | Pts         | J           | V           | N           | D           | BP          | BC          | Diff        | Coupe d'Arménie |
| --------- | ----------- | ----------- | ----------- | ----------- | ----------- | ----------- | ----------- | ----------- | ----------- | ----------- | --------------- |
| 2020-2021 | 2e          | 3e          | 50          | 27          | 16          | 2           | 9           | 45          | 31          | +14         | Premier tour    |
| 2021-2022 | 1re         | 7e          | 28          | 32          | 7           | 7           | 18          | 36          | 55          | -19         | Vainqueur       |

Légende
- Vainqueur de la compétition.
- Deuxième ou finaliste de la compétition.
- Troisième de la compétition.
- Promotion en division supérieure.
- Relégation en division inférieure.

## Personnalités du club

### Présidents du club
- Armen Lisikian

### Entraîneurs du club
- Vahe Gevorgian (depuis juillet 2020)